# Легіт дубовий

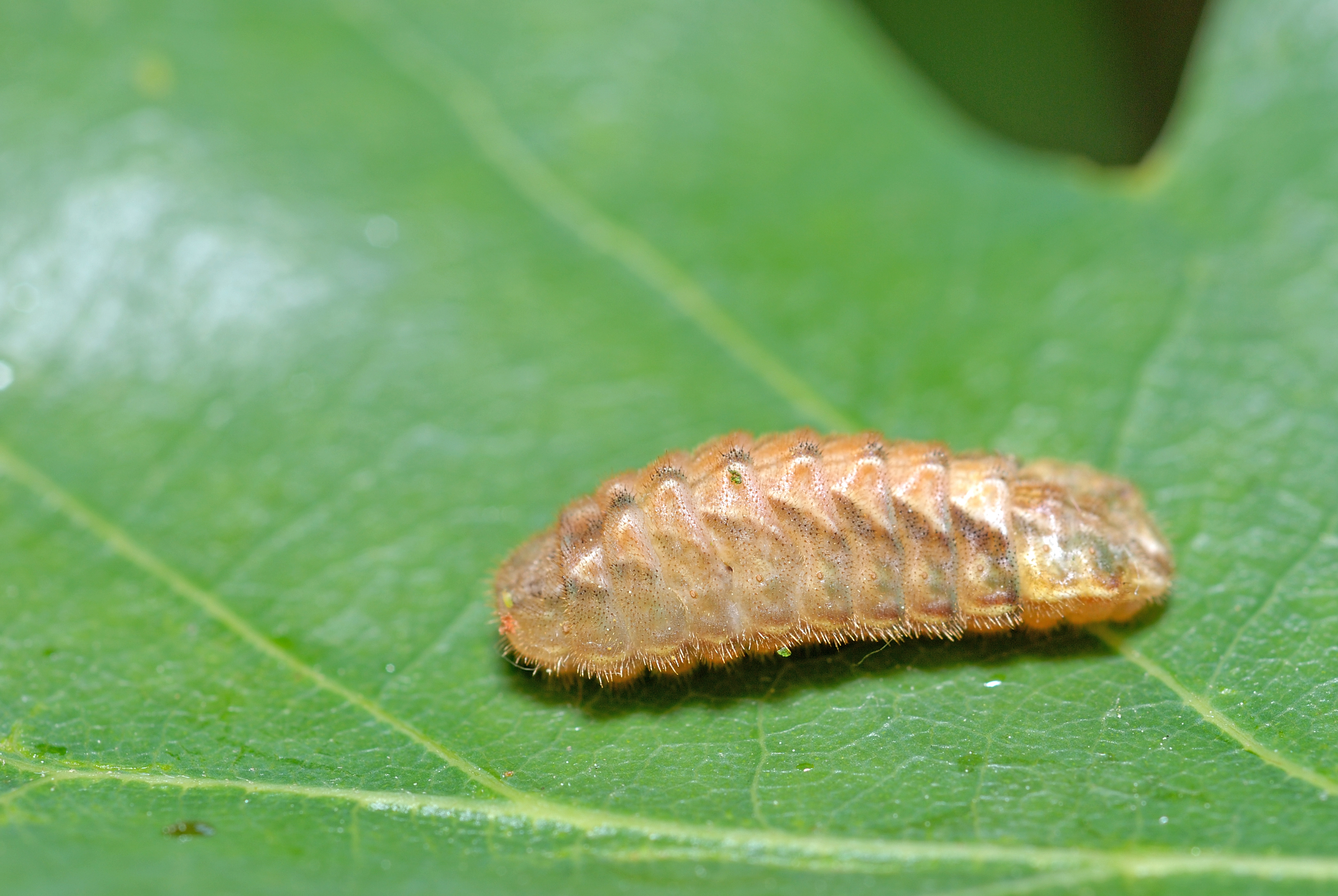
Гусінь легіта дубового

Легіт дубовий, іноді голуб'янка-зефір дубовий (Neozephyrus quercus) — вид денних метеликів родини Синявцеві (Lycaenidae).

## Поширення
Вид поширений майже по всій Європі, в Марокко та Алжирі, в Туреччині, на Близькому Сході, на Кавказі та на заході Казахстану.
В Україні поширений майже по всій території, крім деяких посушливих районів, де відсутні дубові насадження.

## Опис
Передні крила завдовжки 13-19 мм. У самців передні крила фіолетового забарвлення з чорною облямівкою, у самиць — чорні з фіолетовим полем в прикореневій половині. Задні крила знизу з червоною кільцеподібною плямою біля основи хвостика.

## Спосіб життя
Мешкає на узліссях, галявинах і рідколісся в широколистяних лісах. Зустрічається також на забудованих територіях, де утворює локальні популяції в місцях, де збереглися окремі великі дуби — кормова рослина виду, з яким він тісно пов'язаний. Можливо також харчування на черемсі, ліщині, ясені, вербі. Зимує яйце — на гілочках і в основі бруньки дуба.
Гусениця заляльковується на дереві в нерівностях кори або під мохами і лишайниками в нижній частині стовбура. Метелики літають у кінці липня — на початку серпня. Самиці, перелітаючи від дуба до дуба, можуть долати відстань до кількох сотень метрів. Дорослі метелики харчуються виділеннями попелиць.